# Klaus Schneider (Leichtathletiktrainer)
Klaus Schneider (* 16. September 1950 in Magdeburg) ist deutscher Bundestrainer der Frauen und Männer im Kugelstoßen.

## Leben
Klaus Schneider besuchte seit dem zehnten Lebensjahr bis zum Abitur die Kinder- und Jugendsportschule (KJS) in Magdeburg. Als Jugendlicher und Junior war er im Zehnkampf aktiv. Seine Bestleistung von 7033 Punkten stellte er am 23. und 24. Mai 1970 in Erfurt auf. 1970 hatte er auch einen Einsatz in der DDR-Nationalmannschaft. Verletzungsbedingt musste er früh mit dem Leistungssport aufhören.
Er widmete sich dann seinem Studium der Sportwissenschaft und wurde Trainer. Er betreute den Diskuswerfer Armin Lemme und die Kugelstoßerin Kathrin Neimke. Neimke gewann bei den Olympischen Spielen 1988 in Seoul die Silbermedaille und 1992 in Barcelona die Bronzemedaille.
Schneider trainiert seit Jahren die Olympiazweite von 2004 und vierfache Vizeweltmeisterin und Europameistern Nadine Kleinert als Heimtrainer. Auch Heike Koderisch, Dritte bei den Deutschen Meisterschaften 2010 im Diskus, gehört seit 2009 zu seiner Magdeburger Werfergruppe.
Klaus Schneider wurde neben zehn anderen Trainern vor den Olympischen Spielen in Sydney von der WDR-Sendung Monitor beschuldigt, eine DDR-Doping-Vergangenheit zu haben. Der Deutsche Leichtathletik-Verband (DLV) dementierte diese Vorwürfe.
Klaus Schneider ist verheiratet und hat drei Söhne.

## Ehrungen
- Klaus Schneider wurde vom Deutschen Leichtathletik-Verband neben Helge Zöllkau als „Trainer des Jahres 2004“ geehrt.[2]
- Klaus Schneider wurde vom Landesverband Sachsen-Anhalt als „Trainer des Jahres 2007“ geehrt.